# Remedy (Little Boots-dal)
A Remedy egy dal Little Boots brit énekesnő debütáló, Hands című albumáról. Boots mellett RedOne szerezte a számot, mely a lemez második kislemezeként jelent meg 2009. augusztus 17-én az Egyesült Királyságban, és az ország legsikeresebb dala lett. Egy remix EP 2009. december 8-án jelent meg.

## Háttér és írás
Boots RedOne mellett szerezte a dalt két napon át Los Angeles-ben. A munkát ijesztőnek találta, mivel közös munkájukból egy slágert vártak el. Boots szerint a dal arról szól, hogy „a tánc és a zene orvosság az élet mérgeivel szemben.” Egy olyan számot akart szerezni, mint Britney Spears Toxic című felvétele. „A dalszöveg nem túl személyes, inkább egy szituációt képzeltem el” – mondta az énekesnő.
A Remedy-t a Dollhouse egyik epizódjában használták fel, melyet 2009. október 9-én sugároztak első alkalommal. A Gavin & Stacey című BBC vígjátékban is helyet kapott.

## Kereskedelmi fogadtatás
A Remedy 33. helyen debütált a brit kislemezlistán 2009. augusztus 2-án. Az ezt követő héten 14. helyezést ért el, majd augusztus 23-án hatodik helyezésig mászott fel, ezzel Boots legsikeresebb dalává vált. A felvétel 19 hetet töltött a listán. Írországban az ír kislemezlistán 31. helyezésen debütált 2009. július 30-án, majd szeptember 10-én érte el az ötödik helyet.

## Videóklip
A David Wilson által rendezett videóklip Londonban készült, Boots szerint sokkal inkább önmagát jellemzi, mint előző dalához, a New in Town-hoz készült kisfilm. Boots ezüstös ruhában látható, Tenori-on-nal és billentyűkkel játszva. A háttérben kaleidoszkópszerű geometriai formák és fények láthatóak.

## Számlista és formátumok
Az alábbi számlisták a Remedy főbb kiadásai.
| Brit CD kislemez 1. Remedy – 3:24 Brit promo CD kislemez 1. Remedy (Rusko's Big Trainers Remix) – 4:30 2. Remedy (A1 Bassline Get Hype Remix) – 5:17 3. Remedy (Disco Bloodbath Remix) – 6:10 4. Remedy (Disco Bloodbath Dub) – 6:10 5. Remedy (Crazy Cousinz Remix) – 4:17 Brit 7" kislemez A1. Remedy B1. Love Kills Brit 12" kislemez A1. Remedy (Rusko's Big Trainers Remix) B1. Remedy (Style of Eye Remix) | Brit és japán EP 1. Remedy (Kaskade Club Remix) – 6:02 2. Remedy (Wideboys Stadium Radio Edit) – 3:33 3. Remedy (Disco Bloodbath Remix) – 6:07 4. Remedy (Crazy Cousinz Remix) [Revised] – 4:05 5. Remedy (Rusko's Big Trainers Remix) – 4:27 6. Remedy (Stonemasons Club Remix) – 7:41 Amerikai iTunes remix EP 1. Remedy (Kaskade Club Remix) – 5:59 2. Remedy (Stonemasons Club Remix) – 7:41 3. Remedy (Avicii Club Mix) – 7:12 Japán iTunes kislemez 1. Remedy (Radio Edit) – 3:24 2. Love Kills – 3:41 |

## Slágerlistás helyezések
| Kislemezlista (2009)               | Legjobb helyezés |
| ---------------------------------- | ---------------- |
| Belga Tip kislemezlista (Flandria) | 12               |
| European Hot 100 Singles lista     | 21               |
| Ír kislemezlista                   | 5                |
| Izraeli kislemezlista              | 7                |
| Japan Hot 100 lista                | 13               |
| Új-zélandi kislemezlista           | 21               |
| Brit kislemezlista                 | 6                |

| Kislemezlista (2009) | Helyezés |
| -------------------- | -------- |
| Brit kislemezlista   | 73       |

## Megjelenések
| Ország             | Dátum               | Kiadó                         | Formátum                              |
| ------------------ | ------------------- | ----------------------------- | ------------------------------------- |
| Japán              | 2009. június 15.    | Warner Music                  | Digitális kislemez                    |
| Japán              | 2009. július 20.    | Warner Music                  | Digitális EP                          |
| Egyesült Királyság | 2009. augusztus 17. | 679 Artists, Atlantic Records | CD kislemez 7" kislemez, 12" kislemez |
| Egyesült Királyság | 2009. augusztus 20. | 679 Artists, Atlantic Records | Digitális EP                          |
| Egyesült Államok   | 2009. december 8.   | Elektra Records               | Digitális EP                          |